# Большой театр Женевы
Большой театр Женевы (фр. Grand Théâtre de Genève) — оперный театр в Женеве, один из крупнейших центров французской культуры Швейцарии.
Открытый в 1879 году постановкой оперы Дж. Россини «Вильгельм Тель».
В 1954 году театр пострадал от пожара, восстановлен 1962 года постановкой оперы Дж. Верди «Дон Карлос» в её первой, франкоязычной версии.
В театре ежегодно ставится примерно восемь опер и два балета. Каждый спектакль идёт от шести до двенадцати раз.